# Володин, Алексей Павлович
Володин Алексей Павлович (25 февраля 1909, Екатеринослав — 1977, Кривой Рог, Днепропетровская область) — советский учёный в области горного дела. Кандидат технических наук. Лауреат Сталинской премии (1948).

## Биография
Родился 25 февраля 1909 года в городе Екатеринослав Екатеринославской губернии.
В 1933 году окончил Днепропетровский горный институт. В 1933 году работал на руднике «Красногвардейский» на Урале.
С 1934 года — в НИГРИ: инженер, руководитель секции, начальник отдела технологии подземной разработки полезных ископаемых.
Умер в 1977 году в городе Кривой Рог Днепропетровской области.

## Научная деятельность
Специалист в области горного дела. Кандидат технических наук. Автор более 60 научных работ.
Изучал проблемы внедрения систем поверхностного и подэтажного обрушения. Один из авторов классификации систем подземной разработки рудного ископаемого для стран СЭВ. 

## Награды
- Сталинская премия 3-й степени (1948) — за разработку и внедрение высокопроизводительной системы этажно-принудительного обрушения в условиях Криворожского железорудного бассейна;
- Орден «Знак Почёта».